# 순진한 물리학
순진한 물리학(naïve physics) 또는 민속 물리학(folk physics)은 기본적인 물리적 현상에 대한 훈련되지 않은 인간의 인식이다. 인공 지능 분야에서 순진한 물리학에 대한 연구는 인간의 공통 지식(common knowledge)을 공식화하려는 노력의 일부이다.
민속 물리학의 많은 아이디어는 잘 이해된 현상에 대한 단순화, 오해 또는 잘못된 인식으로, 자세한 실험에 대한 유용한 예측을 제공할 수 없거나 단순히 더 철저한 관찰과 모순된다. 때때로 사실일 수도 있고, 특정한 제한된 경우에 사실일 수도 있고, 더 복잡한 효과에 대한 좋은 첫 번째 근사치로 사실일 수도 있고, 동일한 효과를 예측하지만 기본 메커니즘을 오해할 수도 있다.
순진한 물리학은 인간이 물리적 세계의 대상에 대해 가지고 있는 대부분 직관적인 이해가 특징이다. 물리적 세계에 대한 특정 개념은 타고난 것일 수 있다.

## 예시
순진한 물리학의 몇 가지 예로는 일반적으로 이해되고 직관적이거나 일상적으로 관찰되는 자연 법칙이 있다.
- 올라간 것은 반드시 내려와야 한다
- 떨어진 물체는 똑바로 떨어진다
- 고체 물체는 다른 고체 물체를 통과할 수 없다
- 진공은 물체를 빨아들인다
- 물체는 절대적인 의미에서 정지해 있거나 움직인다
- 두 사건은 동시에 일어나거나 동시에 일어나지 않는다

이러한 많은 아이디어와 유사한 아이디어가 서양 문명의 아리스토텔레스와 중세 스콜라 학파들이 물리학을 공식화하고 체계화하는 데 있어 최초의 작업의 기초가 되었다. 현대 물리학에서 이러한 아이디어는 갈릴레오, 뉴턴 등의 연구에 의해 점차 반박되었다. 절대적 동시성이라는 아이디어는 1905년 특수 상대성 이론과 이를 뒷받침하는 실험이 이를 불신하게 만들 때까지 살아남았다.

## 같이 보기
- 상식적 추론
- 민속 심리학
- 천진난만
- 굽은 시공간